# Lanmodez
Lanmodez är en kommun i departementet Côtes-d'Armor i regionen Bretagne i nordvästra Frankrike. Kommunen ligger i kantonen Lézardrieux som tillhör arrondissementet Lannion. År 2022 hade Lanmodez 400 invånare.

## Befolkningsutveckling
Antalet invånare i kommunen Lanmodez
Referens:INSEE